# あなろぐ an@log
『あなろぐ an@log』は、2006年10月7日から2011年3月5日まで岩手めんこいテレビ（mit）で毎週土曜日12:00 - 13:00に放送されていた生放送の生活情報番組。ハイビジョン制作。

## 概要
番組タイトルはアナウンサーのログに由来する。番組コンセプトは前身の『空飛ぶ三輪車』とほぼ同じで、岩手県内の衣食住やファッション、イベントなどの情報を中心に東京周辺の情報も伝える。店舗紹介VTRや特集コーナーなどを出演者のトークで紹介し、中継リポートを挟んだ構成となっている。
2008年4月5日の放送からハイビジョンでの放送を開始し、司会陣を入れ替え、同社報道スタジオから放送を行うなどのリニューアルを行った。
前身番組の『空飛ぶ三輪車』同様、年に数回「スペシャル」として30分間延長し、インフォマーシャルを数本放送するほか、毎年12月31日には「大晦日スペシャル」と題して、3時間程度の特別番組を放送していた。
当初は2011年3月26日に最終回を迎える予定だったが、同年3月11日に発生した東日本大震災の影響で、3月12日以降の放送は報道特別番組に差し替えられ、同年3月5日の放送が実質的な最終回となった。

## 放送時間
- 毎週土曜日 12:00 - 13:00（スペシャル版の場合は13:30まで拡大）

## 主なコーナー
- あな場 - 司会や同局アナウンサーが自ら出向いて飲食店を紹介する。
- びゅうエクスプレス - 東京周辺の魅力を伝える。日曜に放送しているミニ番組をそのまま放送。
- 中継 - 県内（県外もあり）のいろいろな店やイベントに出向き、お得な情報を伝える。
- あなろぐシアター - 映画情報。
- あなぶみ - 視聴者からのお便り（葉書、FAX、メール）紹介。
- あな服 - 司会者の着る衣装と提供した店の紹介。
- あなろぐ玉手箱 - 岩手県からのお知らせなど、短い情報をテンポ良く伝える。
- THE 20 - 2010年10月から始まった、めんこいテレビ開局20周年記念企画。一般参加を受け付け、南部煎餅の早食いを競う。
- 新平の部屋、さやかの部屋 - MCがそれぞれ単独でお得情報を伝える。
- みんなの岩手競馬 - 岩手競馬の情報をふじポンがバラエティ仕立てで伝える。
- 8ちゃん体操 - 番組オリジナルの体操を、番組専属の「体操のお兄さん・お姉さん」と一緒に踊る。参加者はグループ単位で公募しており、幼稚園・保育園児やサークル、店舗の従業員などが登場。
- あなめし - 県内の料理店を紹介。
- マイロー姫の元気発見伝 - 「マイロー国」の姫・フジポンヌ（ふじポン）が執事（大久保涼香）とともに岩手の健康なもの、元気なものを紹介するコーナー。コーナー最後に、一般人含む出演者が「マイロー国歌」をBGMにオリジナル体操を踊る。

## 出演者
司会
- 大久保涼香（当時めんこいテレビアナウンサー）
- 坂口奈央（当時めんこいテレビアナウンサー。2006年10月 - 2008年9月）

2008年4月～9月はスタジオを出て中継を担当したが、番組上はメイン司会扱いであった。
- 佐々木敦夫（2007年4月 - 2008年3月、2007年3月まではレポーター）
- 松井実那子（2008年4月 - 2009年3月）
- 七瀬龍一（歌手・音楽プロデューサー。ナレーター兼務、2009年4月 - 9月）
- 玉井新平（当時めんこいテレビアナウンサー。2009年10月から担当）
- 工藤淳之介（当時めんこいテレビアナウンサー。2010年大晦日スペシャル担当）

レポーター
- 清心（びゅうエクスプレス担当。2007年9月まで）
- 櫻ひろ子（専属レポーター、生中継担当。2008年3月まで）[5]
- 瓜田華菜子（「ウリータ」名義、生中継担当。2008年10月 - 2009年11月）
- ふじポン（元気発見伝、岩手競馬コーナー担当ほか）

2009年12月からは生中継も担当。
コメンテーター
2007年3月まで週替わりで出演、それ以降は不定期に出演。
- 山手寛嗣（獣医）
- 李可為（食品会社社長）
- 久慈浩介（清酒醸造会社「南部美人」蔵元）
- 水元仁史（飲食店経営）

ほか

## テーマ曲
- TRIPLANE（番組のための書き下ろし曲、未発売）

## その他
- 2010年5月15日の放送はIBC岩手放送とのコラボレーションで、じゃじゃじゃTVと一部の出演者を交換して放送を行った。午後から放送された特別番組「じゃじゃろぐ@緑が丘ヒルズ」では2局で同時生放送を行った。